# Salmoperla sylvanica
Salmoperla sylvanica är en bäcksländeart som beskrevs av Baumann och Lauck 1987. Salmoperla sylvanica ingår i släktet Salmoperla och familjen rovbäcksländor. Inga underarter finns listade i Catalogue of Life.